# Юн Ду Со
Юн Ду Со (кор. 윤두서; 28 июня 1668, Хансонбу, столица Чосона — 21 декабря 1715, там же) — корейский учёный, художник, каллиграф и живописец периода Чосон.
Внук поэта Юн Сон До (1587—1671).

## Биография
Во время правления 19-го вана Чосона  Сукчона сдал экзамены кваго, однако так и не поступил на государственную службу. Посвятил всю свою жизнь  поэзии, живописи и изучению конфуцианства. Его автопортрет считается одним из немногих шедевров корейского искусства. Юн Ду Со также известен своей ёнмохва (живописью с изображением животных и растений).
Также занимался астрономической географией, математикой и военным делом.
Ряд сохранившихся его работ ныне составляют национальное достояние Республики Корея.

## Галерея

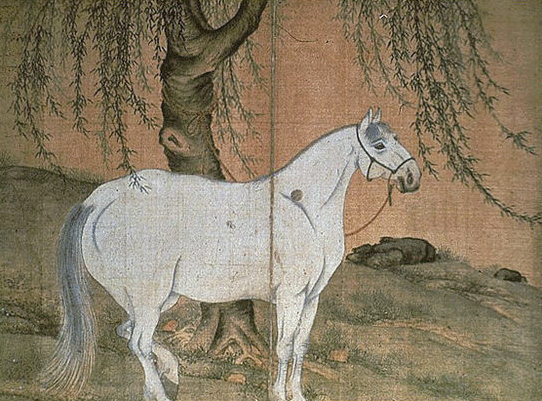
Белая лошадь под ивой (유하백마도)
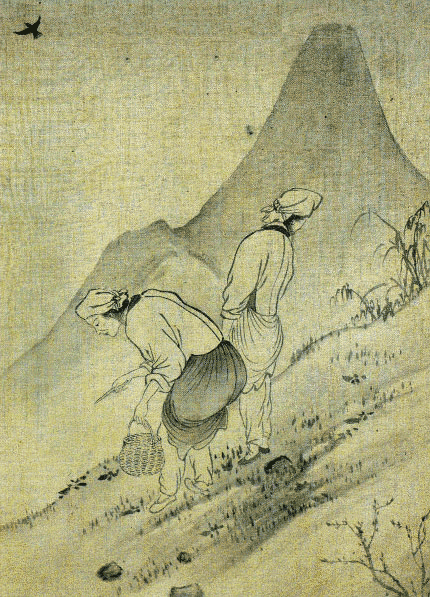
Женщины собирают съедобные растения
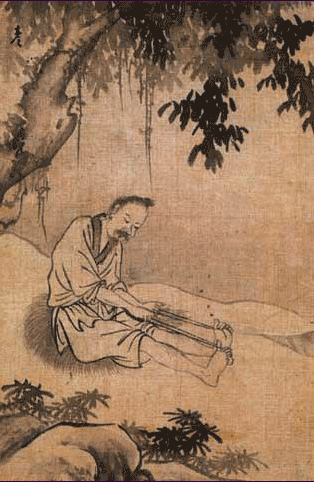
Старик делает соломенную обувь
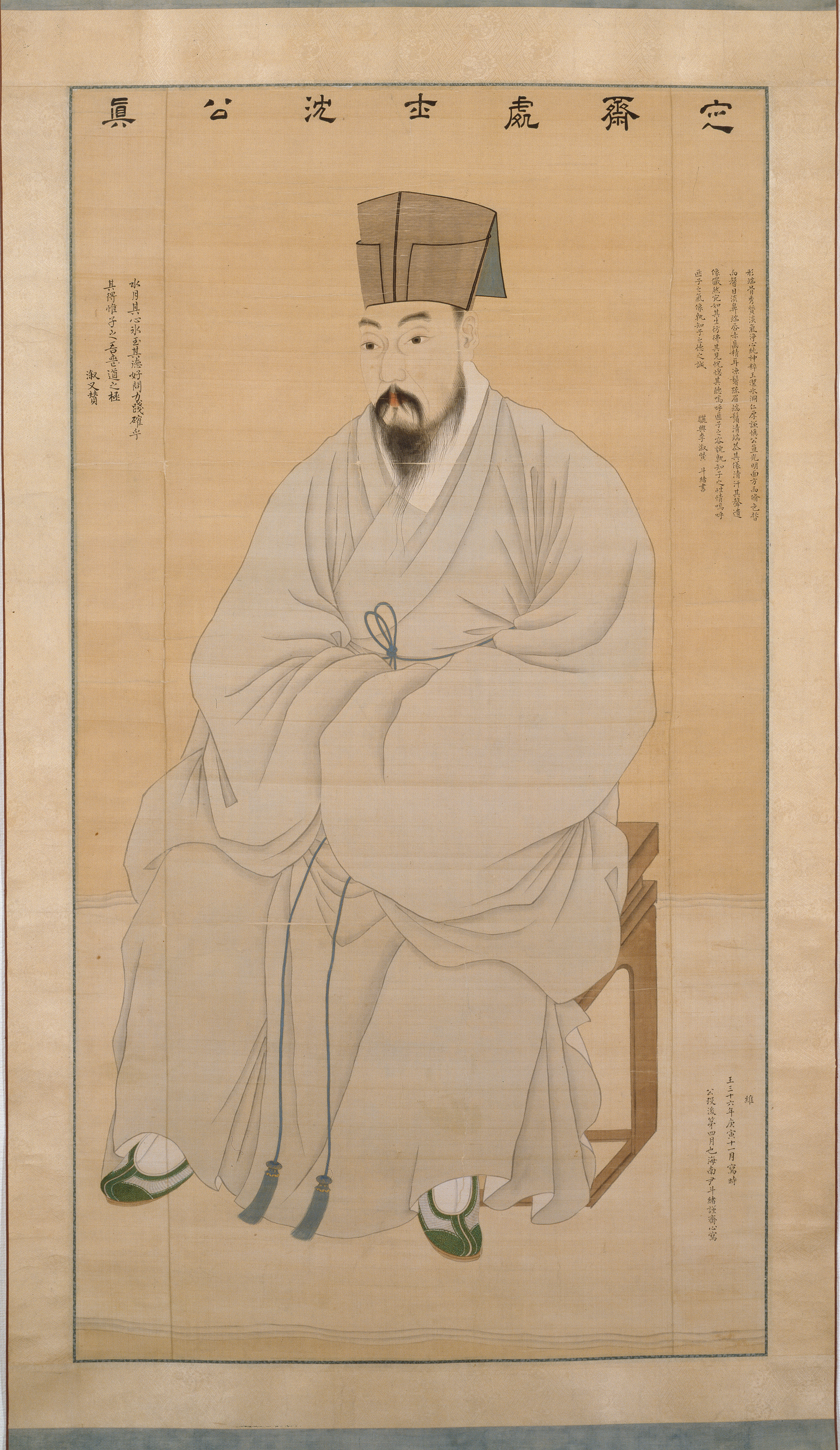
Портрет сына вана Чосона Кёнджона
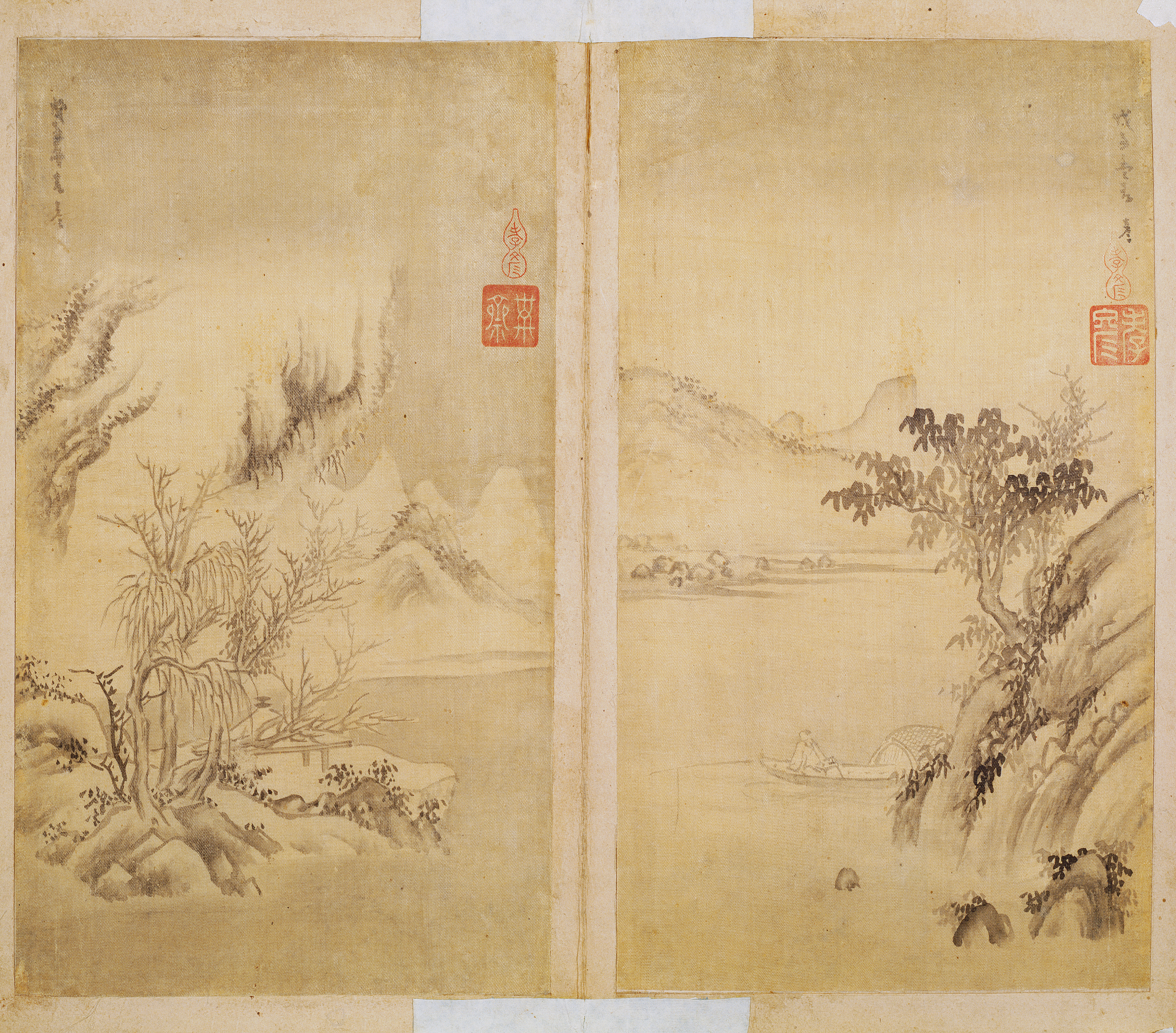
Пейзаж
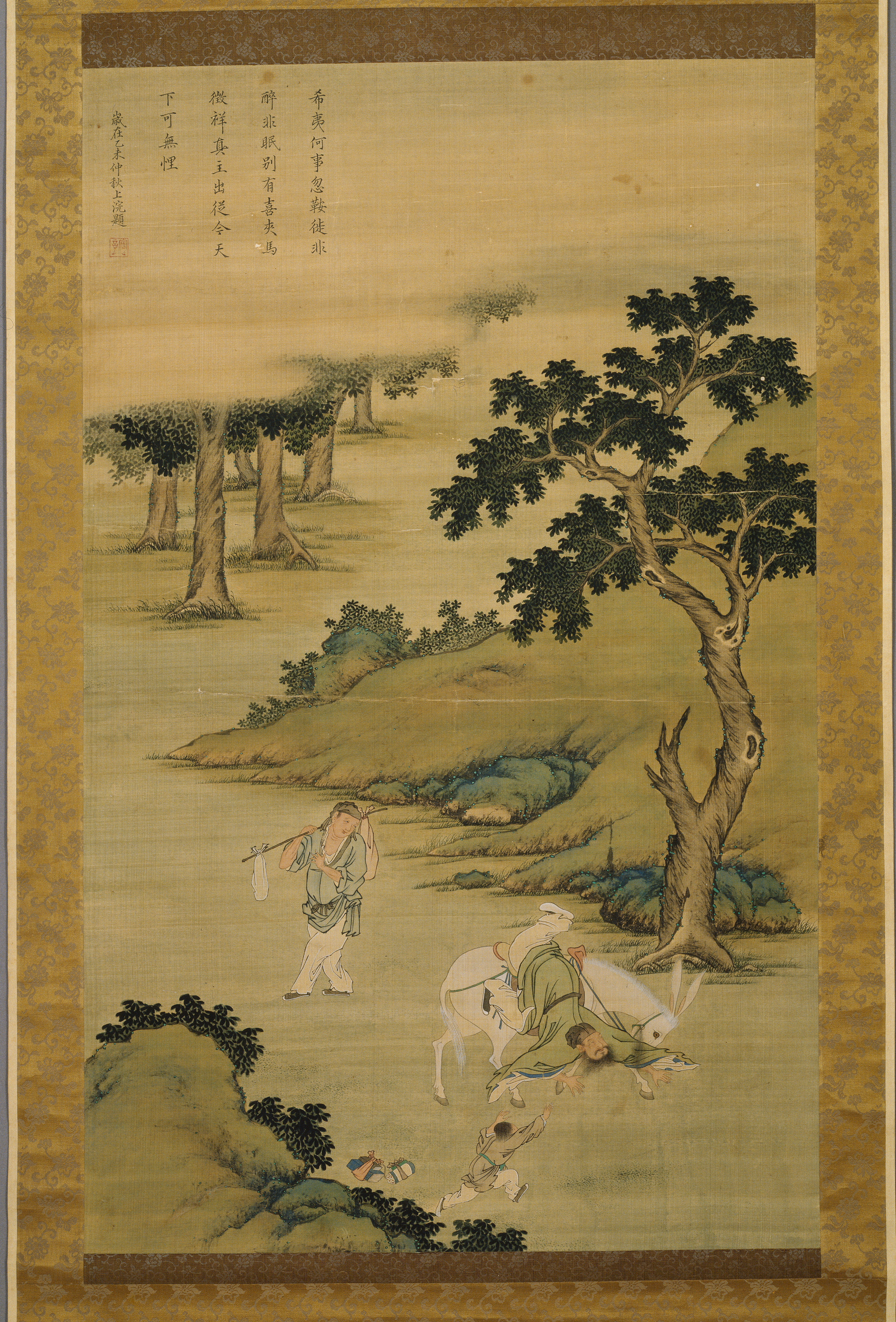
Пейзаж
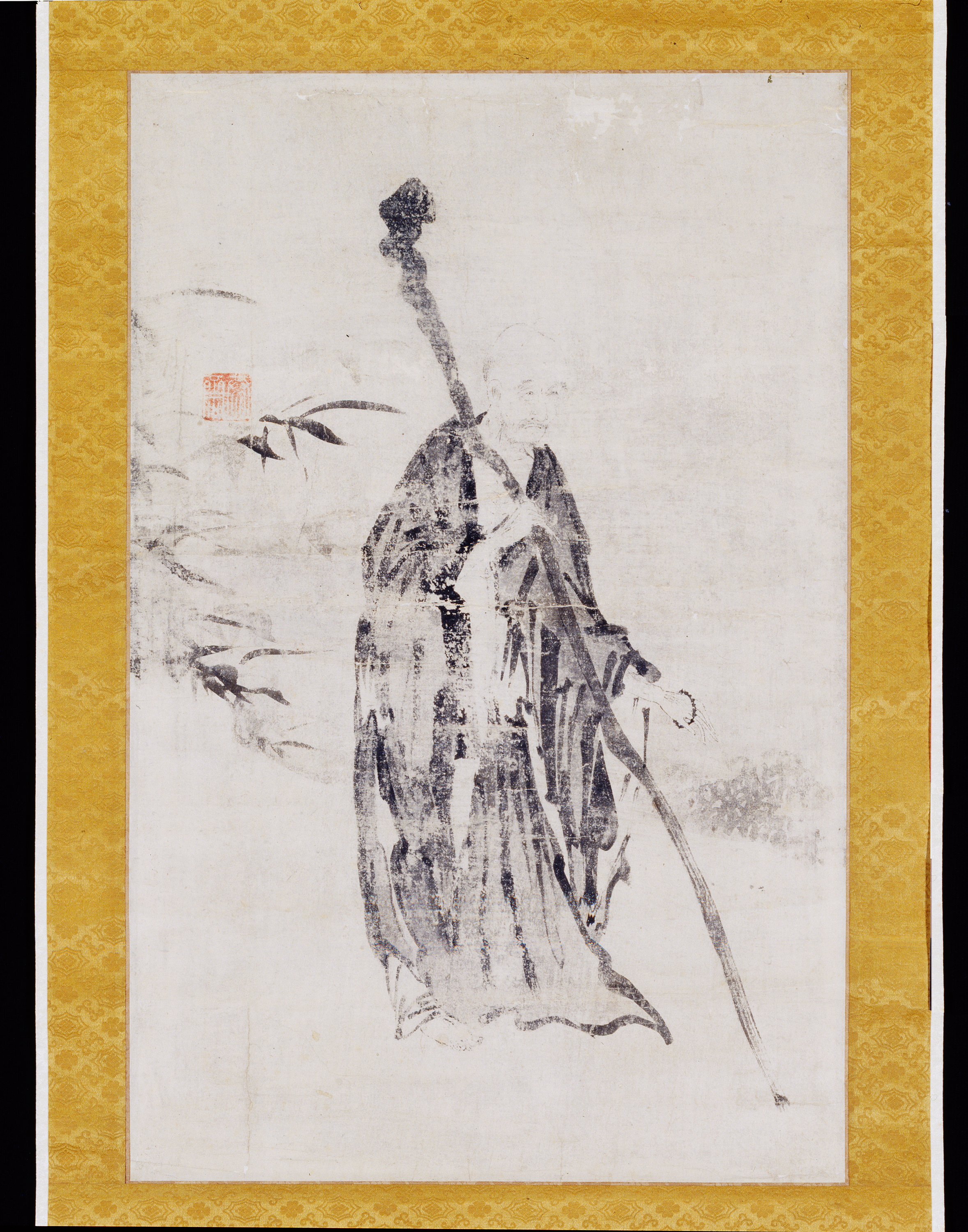
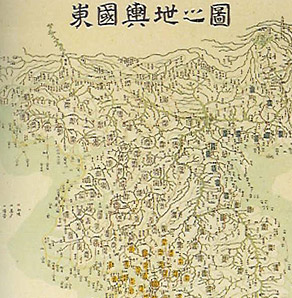
Фрагмент географической карты (동국여지지도)